# 譚
譚（たん）は、漢姓のひとつ。『百家姓』の293番目。

## 中国の姓
2020年の中華人民共和国の第7回全国人口調査（国勢調査）に基づく姓氏統計によると中国で56番目に多い姓であり、528.88万人がいる。一方、台湾の2018年の統計では第106位で、12,849人がいる。

### 由来
- 姒姓譚氏
  - 『通志』氏族略によると、古代の譚国（現在の山東省済南市章丘区、紀元前684年に斉に滅ぼされた[4]）に由来するという。また巴南（今の重慶市）の非漢民族にも譚氏があったという[5]。

### 著名な人物
- 譚嗣同 - 清末の思想家、政治家、改革運動家。戊戌の変法の中心人物のひとり。湖南省出身。
- 譚紹光 - 太平天国の指導者のひとり。チワン族。
- 譚延闓 - 清末から中華民国の軍人。湖南省出身。
- 譚浩明 - 清末から中華民国の軍人。チワン族。
- 譚戒甫（中国語版） - 古典学者。湖南省出身。
- 譚玉齢 - 愛新覚羅溥儀の側室。満州族。
- 譚政 - 軍人。湖南省出身。
- 譚盾 - 作曲家。湖南省出身。
- 譚家軍 - サッカー選手。広東省出身。
- エイミ・タン（譚恩美） - アメリカ合衆国の小説家。
- ロマン・タム - 中華人民共和国出身で香港で活躍した歌手、俳優。本名は譚百先。
- パトリック・タム（譚耀文）- 香港の歌手、俳優。
- パトリック・タム（譚家明）- 香港の映画監督。
- アラン・タム（譚詠麟）- 香港の歌手、俳優。
- ハリナ・タム（譚小環）- 香港の歌手、女優。

### 架空の人物
- 譚雄 - 『三国志演義』の登場人物。
- 譚公（中国語版） - 香港などで信仰されている海神。もともとは明の実在の子供で、13歳のとき登仙したという。

## 朝鮮の姓
譚（タム、朝: 담）は、朝鮮人の姓の一つである。2015年の国勢調査では47人がいる。

### 著名な人物
- 譚哲坤（朝鮮語版） - オリオングループ会長。華僑出身[7]。

### 氏族
本貫は登州譚氏が24人いる。他の23人の本貫は不明である。